# Оздемир, Озер
Озер Оздемир (тур. и фр. Özer Özdemir; род. 5 февраля 1998, Монтивилье) — турецкий и французский футболист, защитник клуба «Денизлиспор».

## Клубная карьера
Является воспитанником «Гавра». За основную команду дебютировал во втором туре Лиги 2 в матче против «Осера», где на 67-й минуте вышел на замену Барнабаша Беше. Всего за два сезона отыграл 8 матчей.
11 июля 2019 года перешёл в «Малатьяспор». За этот клуб дебютировал в первом туре Суперлиги против «Башакшехира», где отыграл все 90 минут. Всего за клуб сыграл 8 матчей.
10 сентября 2020 года перешёл в «Денизлиспор». Дебют игрока произошёл в матче против «Генчлербирлиги». В матче против «Истанбул Башакшехир» забил гол. В матче против «Алтая» оформил дубль.

## Международная карьера
Выступал за юношеские команды сборной Турции до 15, 16, 17 и 18 лет. Вызывался и в молодёжную сборную Турции до 21 года, однако на поле в её составе так и не вышел.